# 帕內爾鎮區 (明尼蘇達州波爾克縣)
帕內爾鎮區（英語：Parnell Township）是位於美國明尼蘇達州波爾克縣的一個行政鎮區。

## 地方資料
帕內爾鎮區的面積為94.05平方千米，皆為陸地。根據2020年美國人口普查的數據，當地共有人口61人，而人口密度為每平方千米0.65人。